# Второе Болгарское царство
Второе Болгарское царство, также называемое Влахо-болгарским царством или Тырновское царство (болг. Второ българско царство) — средневековое болгарское государство, существовавшее с 1185 года.
Столица — Тырнов (ныне Велико-Тырново). В 1396 году завоёвано Османской империей.

## История
Восстание братьев Петра, Ивана Асеня и Калояна восстановило Болгарскую государственность приблизительно с 1185 года. Братья Иван Асень I и Пётр IV были соправителями. Военные действия в основном велись под руководством Ивана Асеня I, который показал себя блестящим полководцем и продвигал свои войска там, где отсутствовали византийские, тем самым легко захватывая области и города. Вновь обретшее независимость государство быстро набрало мощь. Братья Иван и Петр предлагали даже военную помощь войскам III Крестового похода для безопасного прохождения византийских территорий. После гибели обоих братьев престол занял их младший брат — Калоян.
Калоян показал себя блестящим правителем, его способности и талант ничуть не уступали его старшим братьям. Он заявил, что мстит за некогда кровавые расправы над болгарами императора Василия II. В годы его правления болгарские войска не знали поражений, на поле боя он всегда встречался с победой. Болгарское царство настолько окрепло, что перед взятием Константинополя крестоносцами в 1204 году, он предложил 100-тысячную армию предводителям крестоносного войска, если они признают его императорский титул и суверенитет Болгарского царства. Самым знаменательным сражением Калояна стала битва под Адрианополем в 1205 году, где его войска разгромили армию IV Крестового похода и в результате которой попал в плен император недавно созданной Латинской империи.
Все трое братьев показали себя талантливыми правителями и погибли в результате заговоров, только смерть царя Калояна оспаривается некоторыми историками, так как, по разным историческим источникам, он погиб в результате переворота или из-за недолгой болезни.
После смерти Калояна на престол вступил царь Борил. Историки предполагают, что он был одним из организаторов заговора против Калояна. После своего вступления на престол он начал гонения на Асеней. Возможным претендентам на престол пришлось спасаться бегством — среди них и будущий царь Иван Асень II, сын Ивана Асеня I. Он убежал сначала к половцам, а потом в Галицко-Волынское княжество. Правление Борила характеризовалось полной дестабилизацией страны. Ряд феодалов объявили о своей независимости, и Борил растерял множество территорий, отвоёванных братьями из династии Асень. В итоге он был свергнут с престола в 1218 году законным наследником царства — Иваном Асенем II.
В правление Ивана II Асеня (1218—1241 годы) второе царство достигло наивысшего могущества. Заключая династические браки и постоянно ведя войны с крестоносцами, венграми и греками, царь Иван расширил своё государство, захватив Македонию, Албанию и Южную Сербию. К концу правления он контролировал практически весь Балканский полуостров.

### Монгольское вторжение

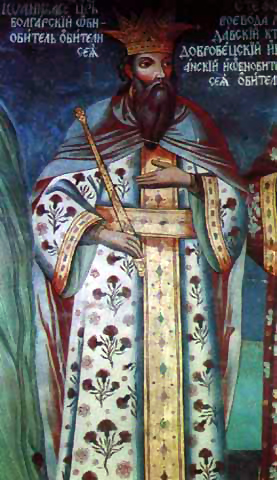
Иван Асень II — величайший из царей Болгарии

После смерти Ивана Асеня II страной долгое время управляли слабые правители. В результате она потеряла своё влияние на Балканском полуострове. В 1242 году Болгария подверглась монгольскому нашествию и вынуждена была платить дань Орде. Под давлением соседей Болгария утратила территории. Византия отвоевала Македонию и Северную Фракию, Венгрия — Белград. Постепенно отделяется Валахия, и титул правителей Второго Болгарского царства сокращаются с «царя Болгар и Валах» до «царя Болгар». 
Более того, ряд вельмож объявило о независимости своих владений. Так в 1261 году образовался Видинский деспотат, который был полностью независимым при первых деспотах Якове Святославе и Шишмане. Более того, они оспаривали царский титул правителей Болгарии. К концу XIII века в результате войн и внутренних смут Болгария ослабла настолько, что в 1299 году сын хана Ногая — Чака — ненадолго становится её царем. Однако хан Токту, занявший место Ногая, через год с войсками вторгся в Болгарию. В результате восстания под руководством Святослава (сына свергнутого царя Георгия I) Чака был убит, а его голову отправили хану Токту. В качестве благодарности татары навсегда перестали совершать набеги в болгарские территории и дань была снята.
В 1322 году образовался Добруджанский деспотат, который сохранял независимость от Болгарии до конца своего существования. А в результате помощи болгарскому царю Иоанну-Александру в войне с венграми, деспотат даже получил ряд городов как плату за помощь. 
Болгария при Иоанне-Александре начала постепенно оправляться от иностранного вторжения и гражданской войны. В ходе войны в 1335—1336 годах с Видинским деспотатом, Иоанн-Александр одержал победу, деспотат был ликвидирован и власть Болгарии в Видине была восстановлена. Последующий период был Золотым Веком для средневековой болгарской культуры, и существенное количество произведений пережило разрушительные действия времени.

### Турецкое завоевание

Болгария в 1350 г.

В XIV веке у Болгарии появляется грозный и опасный сосед — Османские турки, захватившие владения в Малой Азии. Уже в 1320-е годы они стали совершать опустошительные набеги на Балканский полуостров, а в 1352 году овладели первой крепостью на Балканах — Цимпе. Попытки образовать союз для совместной борьбы с турками не увенчались успехом. После смерти Ивана-Александра (1371 год), которому удавалось поддерживать мирные отношения с турками, началось завоевание ими Второго Болгарского царства. Более того, оба его сына Иван Срацимир и Иван Шишман объявили себя единственными законными правителями Болгарии и не признавали друг друга. Правитель Видинского царства -- Иван Срацимир -- объявил независимость Видина и провозгласил себя болгарским царем. То же самое сделал и Иван Шишман в Тырново. Независимым оставался и Добруджанский деспотат.
В 1371 году Иван Срацимир отбирает у своего брата и удерживает до 1373 года Софию. В это время он подчиняет её церковь Константинопольскому патриарху, а не Тырновской патриархии. Добротица в Добруджанском деспотате делает то же самое.
В это же время на реке Марица при Черномене турки нанесли поражение войскам двух македонских правителей -- братьев Вукашина и Углеши. Путь в Македонию, Сербию и западные болгарские земли оказался открытым. В 1373 году Иван Шишман вынужден был признать себя вассалом султана Мурада и даже отдать ему свою сестру Тамару в султанский гарем.
В это же время под власть турок попали болгарские земли к югу от Балканских гор, началось османское наступление на другие болгарские области. В 1385 году пал Средец (София). Султан Мурад решил вначале разделаться с Сербией, но в битве с сербами на Косовом поле в 1389 году он погиб. Натиск на Болгарию продолжил султан Баязид I. Летом 1393 года, осажденная турками, пала столица Болгарии Тырново. Последний патриарх средневековой Болгарии Евфимий Тырновский был отправлен в ссылку. Болгарский царь Иван Шишман находился в это время в городе Никополь, где его схватили и обезглавили (1395 год). В это же время оказался под властью турок и Добруджанский деспотат. 
Благодаря своему расположениюВидинское царство было защищено от нападений турок. Однако это продолжалось недолго. В 1396 году, вскоре после падения Тырновского царства, турки положили конец независимости Видина. Иван Срацимир был арестован за неповиновения султану (он пропустил венгерские войска через свою территорию) и его дальнейшая судьба неизвестна. 
На престол Видина взошёл Константин II Асень, сын Ивана Срацимира. Он правил то как вассал турецкого султана, то как венгерского короля, а также на время объявлял независимость. Фактически Видинское царство с 1396 по 1422 годы и представляло собой Болгарию. А после смерти Константина II турки-османы окончательно завоевывают Видин.

## Половцы

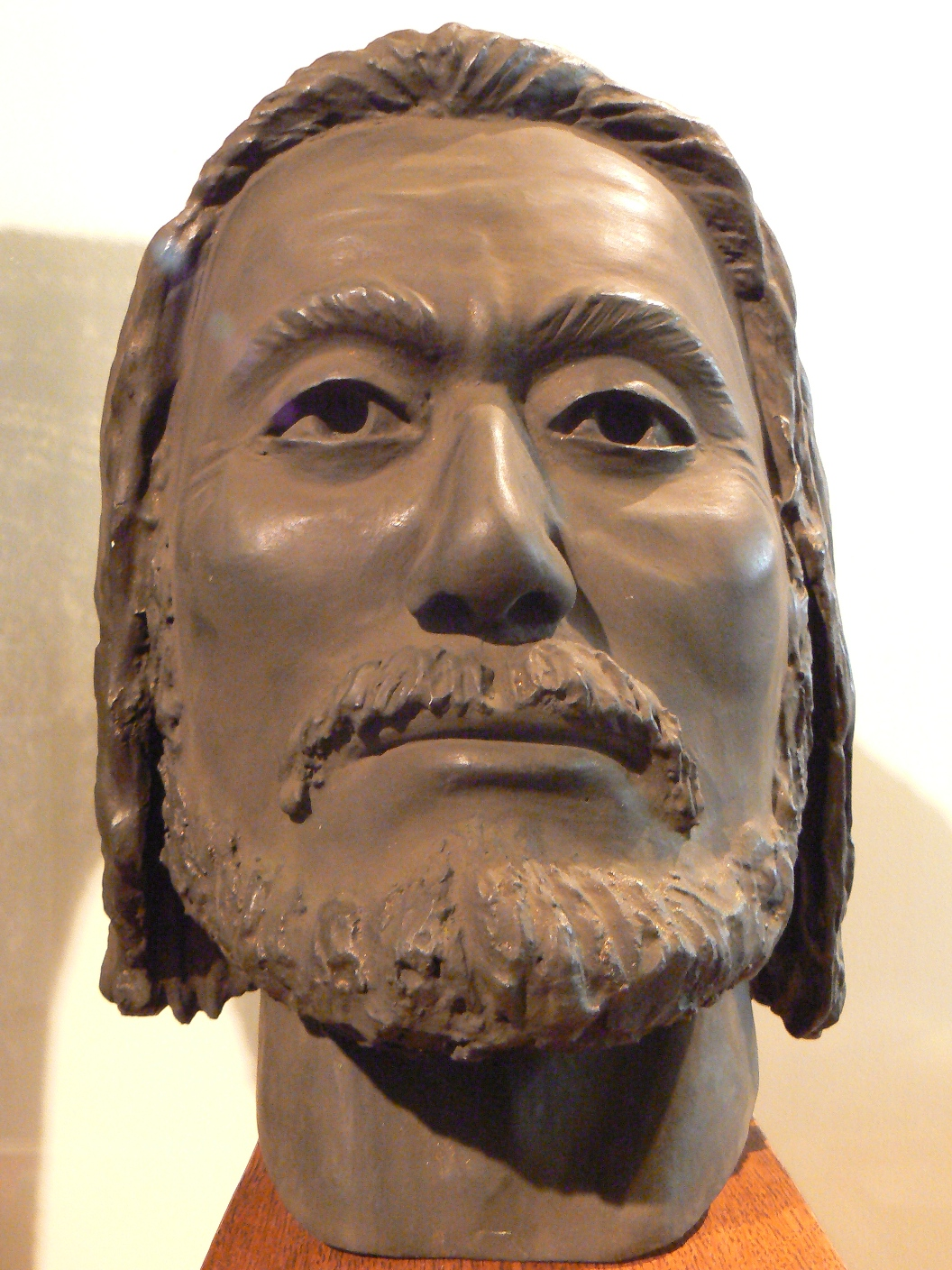
Реконструкция внешности царя Калояна

Половцы (куманы) сыграли значительную роль в этнополитической истории Болгарии, в том числе в восстановлении её государственности — Второго Болгарского царства, возникшего в результате восстания военного союза куман с оседлыми болгарами. С половцами по своему происхождению были тесно связаны все династии Второго Болгарского царства (Асени, Тертеры и Шишмановичи).
На территорию Болгарии половцы начали активно проникать в начале XII века, когда болгарские земли находились под властью Византии. Переходя через Дунай, половцы оседали на пастбищах в низовьях Дуная, на северо-востоке Болгарии и в Добрудже. Первое вторжение половцев на земли Византийской империи датируется 1078 годом. В большом количестве половецкие орды появились в связи с печенежско-византийской войной конца 1080-х — начала 1090-х годов, в которой половцы выступили в качестве союзников на стороне Византии. В 1186 году братья-боляре (куманы) Фёдор и Асень при поддержке куманских войск подняли антивизантийское восстание в Северо-Восточной Болгарии. В результате восстания было восстановлено Болгарское государство (Второе Болгарское царство), Асень был провозглашён царём Болгарии. С тех пор куманы-половцы стали играть важную роль в жизни Болгарского государства. Во время царствования Калояна, женатого на дочери куманского хана,  болгарская и куманская знать устроила заговор, в результате которого Калоян был убит. Новым царём Болгарии стал куманский феодал Борил. При его преемнике — Иване Асене II (правл. 1218—1241) усилился приток половцев, из Венгрии и особенно от монголов. Находки каменных статуй на северо-востоке Болгарии, относящиеся к XIII веку, свидетельствуют о том, что половцы прибывали в Болгарию не только с запада, но и с востока. Как и в Венгрии, в Болгарии половцы становились христианами. В 1280 году царём Болгарии стал выходец из половецкого племени тортоба Георгий Тертер — основатель династии Тертеров. Куманская знать быстрее кочевых куманов сливалась с болгарами. В XIV веке до турецкого завоевания в степях Добруджи существовало Добруджанское княжество, основанное куманом Баликом.

## Культура

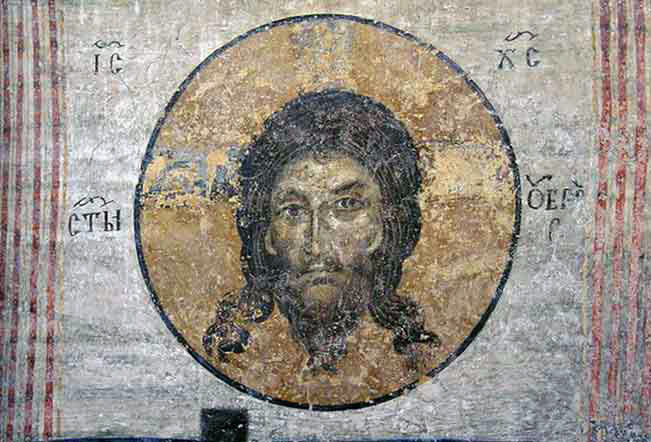
Образ Спаса Нерукотворного в Боянской церкви (1259)

Во Втором Болгарском царстве продолжилось развитие культурных традиций Первого царства. В этот период в Болгарии сложились собственные школы живописи, в том числе тырновская, охридская, софийская, несебрская. Всемирную славу приобрела икона Богородицы Элеусы, написанная в Несебре в XIV веке. Расцвет переживала живопись и иконопись. Знамениты росписи Погановского монастыря, церкви св. Георгий в Софии, скальной церкви в Иванове, Хрельовой башни в Рильском монастыре. Богатая книжная миниатюра получила наибольшее развитие в евангелиях, псалтырях и переводных хрониках, созданных для Ивана Александра. Литература Второго Болгарского царства, достигшая наивысшего подъёма в середине и второй половине XIV века, развивалась преимущественно как богослужебная, переводная с греческого языка. Оригинальным памятником литературы является «Синодик царя Борила». Патриархом Евфимием Тырновским были написаны похвальные слова и жития Ивана Рильского, Петки Тырновской, Илариона Могленского. Евфимием была осуществлена реформа болгарского литературного языка, переводы с греческого приблизились к текстам Кирилла и Мефодия. Эта реформа повлияла на письменность в Сербии и Руси. Косвенные данные свидетельствуют и о ведении летописей. В монастырях Афона и Константинополя болгары взаимодействовали с книжниками из Византии, Руси и Сербии. В районах Македонии, потерянных Болгарией ещё в 1240-х годах, и подчинявшихся Охридской архиепископии с его греческим духовенством, славянская письменность переживала упадок. Народным фольклором были созданы легенды и предания о героях-защитников от внешних врагов и борцов за свободу.

### Архитектура

#### Крепостная и дворцовая архитектура

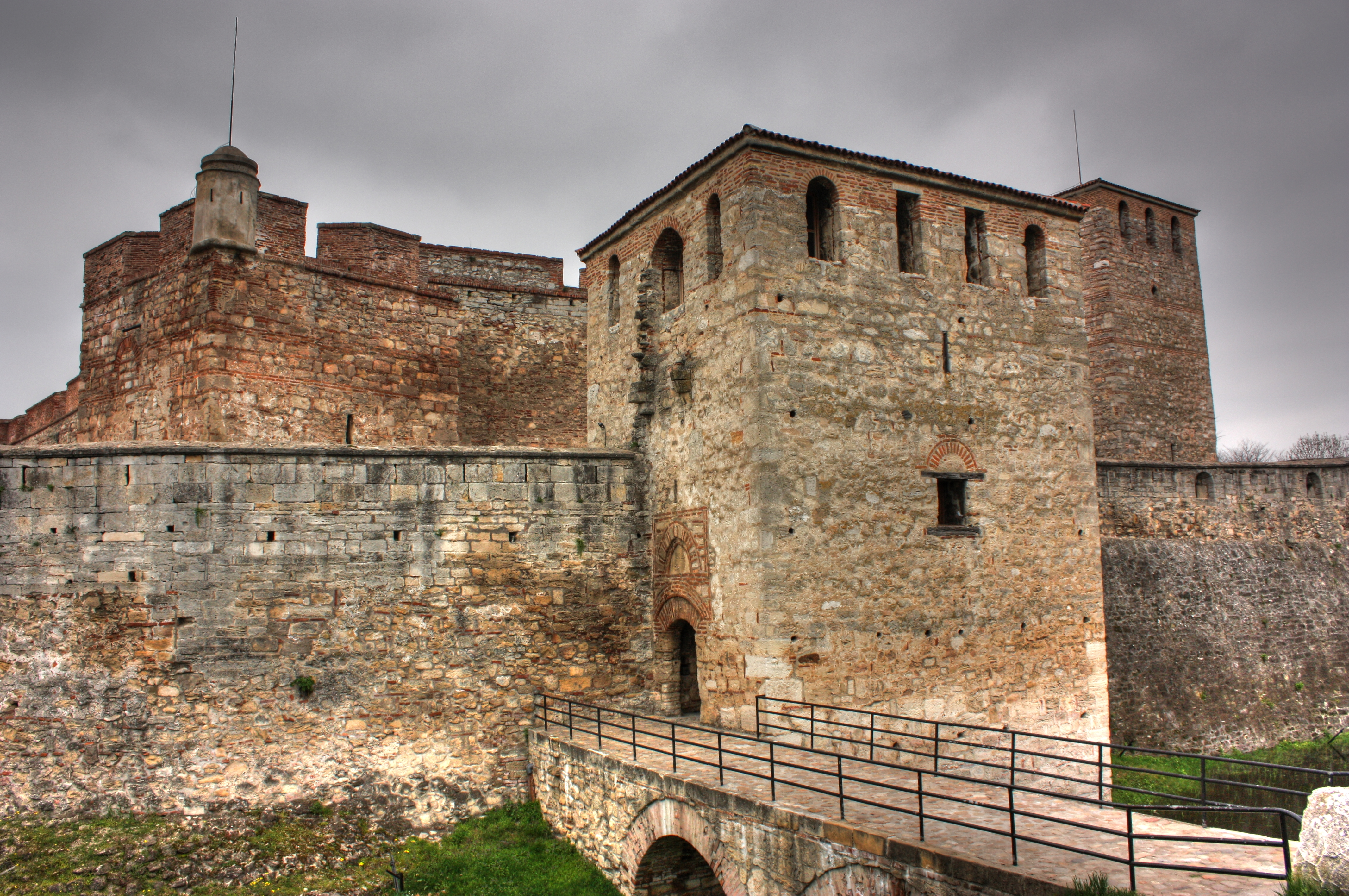
Видинская крепость (XIV—XV)

В отличие от крепостей Первого царства новые крепости возводились на высоких холмах, защищённых скалами и реками. Они состояли из каменных стен, которые подчинялись природному ландшафту. Стены имели цилиндрические, многогранные или четырёхгранные башни. Доступные места укреплялись глубоким рвом. Однако уровень строительной техники стал более низким: стены строились в основном из ломаного камня на белом растворе низкого качества; для выравнивания рядов из камня монтировали деревянные балки. Города этого периода состояли из крепости и построек горожан у её подножия. Так были устроены столица Тырнов, города Ловеч, Червен и другие. Царский дворец в Тырнове, построенный на холме, состоял жилых помещений, церкви и тронного зала. Зал в более поздний период представлял собой трёхнефную базилику размером 32×19 м с богато украшенным интерьером. Дворцовая церковь внутри была украшена мрамором и мозаикой, а снаружи — керамическим декором. Царские дворцы и дома знати сохранились в вид остатков на холмах в Тырново Царевце и Трапезице, а также в Варне, Червене и Мелнике. Крепости возводились в Тырнове, Никополе, Варне, Видине, Софии.

#### Культовая архитектура
См. также: Категория:Храмы Второго Болгарского царства
Для этого периода истории были характерны храмы с крестово-купольным строением, вытеснившие более древнюю базилику. Сохранились церкви Сорока мучеников, св. Димитрия в Тырнове, Погановский монастырь в Охриде, епископская церковь в Червене, скальная церковь у села Иваново. Церковное строительство особенно активно велось в столице Тырнове и важном морском порту Месемврии. С XI по XIV века здесь было построено большое количество церквей, отличающихся друг от друга по архитектурным типам. Все церкви, строившиеся в этот период в Болгарии, отличались относительно небольшими размерами и архитектурным разнообразием. Церкви периода феодальной раздробленности XIII—XIV веков в большом количестве крестовокупольные либо однонефные небольших размеров. Их архитектурная выразительность достигалась за счёт наружного декора, а не объёма построек.

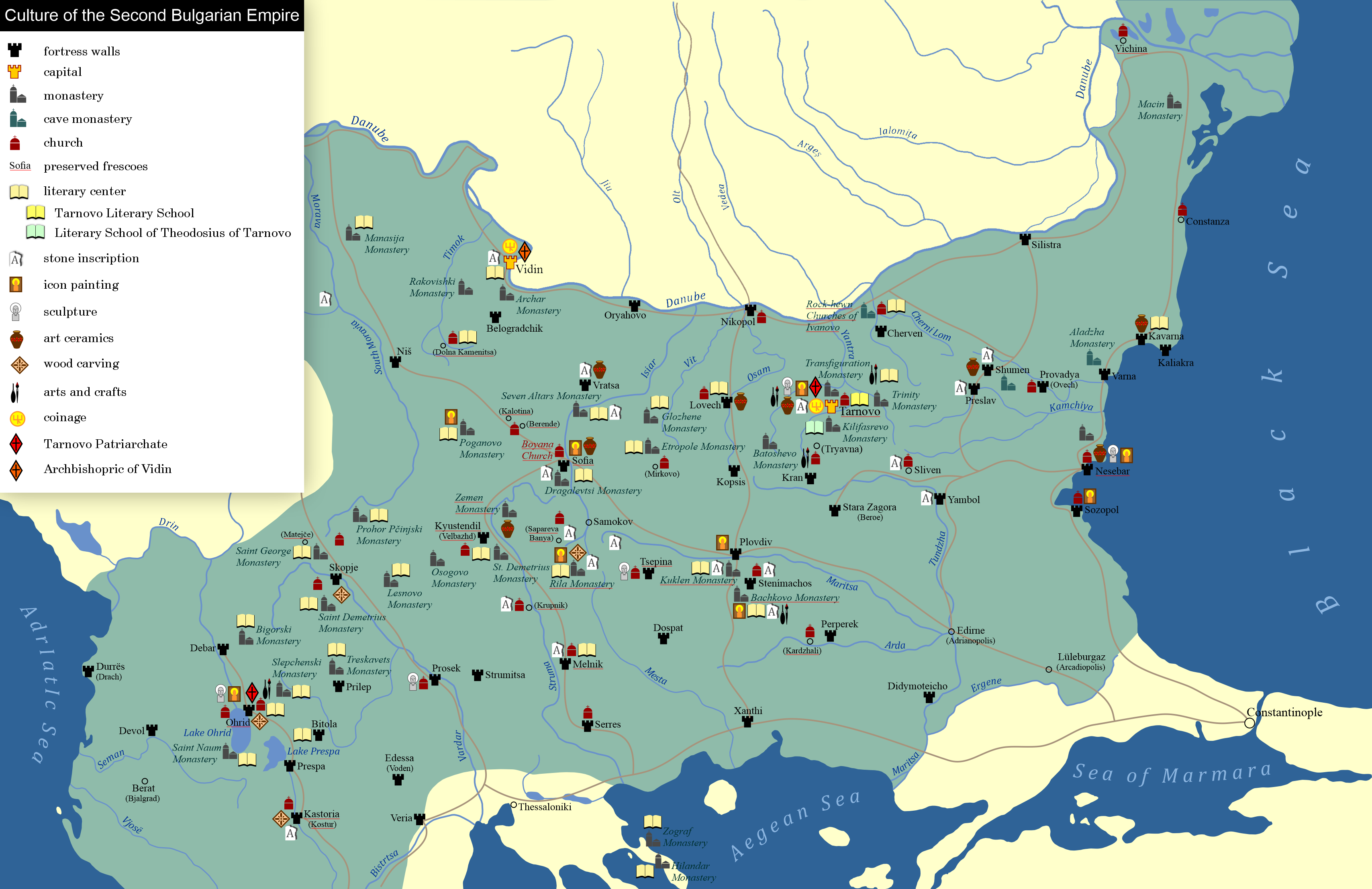
Культура Второго болгарского царства

Живопись этого периода почти целиком покрывала стены, купола и своды церквей. При строительстве храмов в Тырнове, Месемврии и Македонии применялась смешанная кладка явно декоративного характера из рядов тёсаного камня и кирпича, чередующихся друг с другом. Декор фасадов усиливали ряды керамических розеток, которые обрамляли архивольты глухих арок и окон. Декор интерьера дополняли колонны из мрамора, порфира или серпентина. Плиты из мрамора чаще всего привносились из античных или византийских построек. Монастыри эпохи Второго (как и Первого) Болгарского царства как целостные архитектурные комплексы не сохранились.
Четырёхстолпные церкви устраивались с предапсидным пространством (константинопольский вариант); с удлинённой восточной частью планового креста без предапсидного пространства (Тырново, Месемврия); с равномерными частями планового креста и без притвора (в провинции). В Велико-Тырнове сохранилась четырёхстолпная церковь Петра и Павла, в Месемврии — две таких церкви: Вседержителя и Ивана Алитургитоса, принадлежащие месемврийской архитектурной школе. Церковь Вседержителя построена из чередующихся друг с другом рядами из камня и кирпичей. Сохранилось три трёхконховые купольные церкви — в Архангельском, Ореховском и Погановском монастырях. Такого же типа была церковь Рильского монастыря, построенная в 1330-х годах. Бесстолпные купольные церкви с квадратным планом представляют собой маленькие строения, как правило без притвора. Таковы старая часть Боянской церкви, церковь святого Николая в Сапарева-Бане, церковь святого Феодора близ Бобошева. Однонефные церкви с куполом появились в Болгарии в период византийского владычества. Самый древний храм этого типа — Асенова церковь XII века. В Несебре к этому типу относится церковь архангелов Михаила и Гавриила, по своей конструкции напоминающая Асенову церковь. Скромные однонефные сводчатые церкви возводились ещё во времена Первого Болгарского царства. Их продолжали строить в маленьких и бедных селениях и монастырях. Вариант этих церквей с более богатым внешним видом возводили в Тырнове и Месемврии (например, церковь Параскевы).

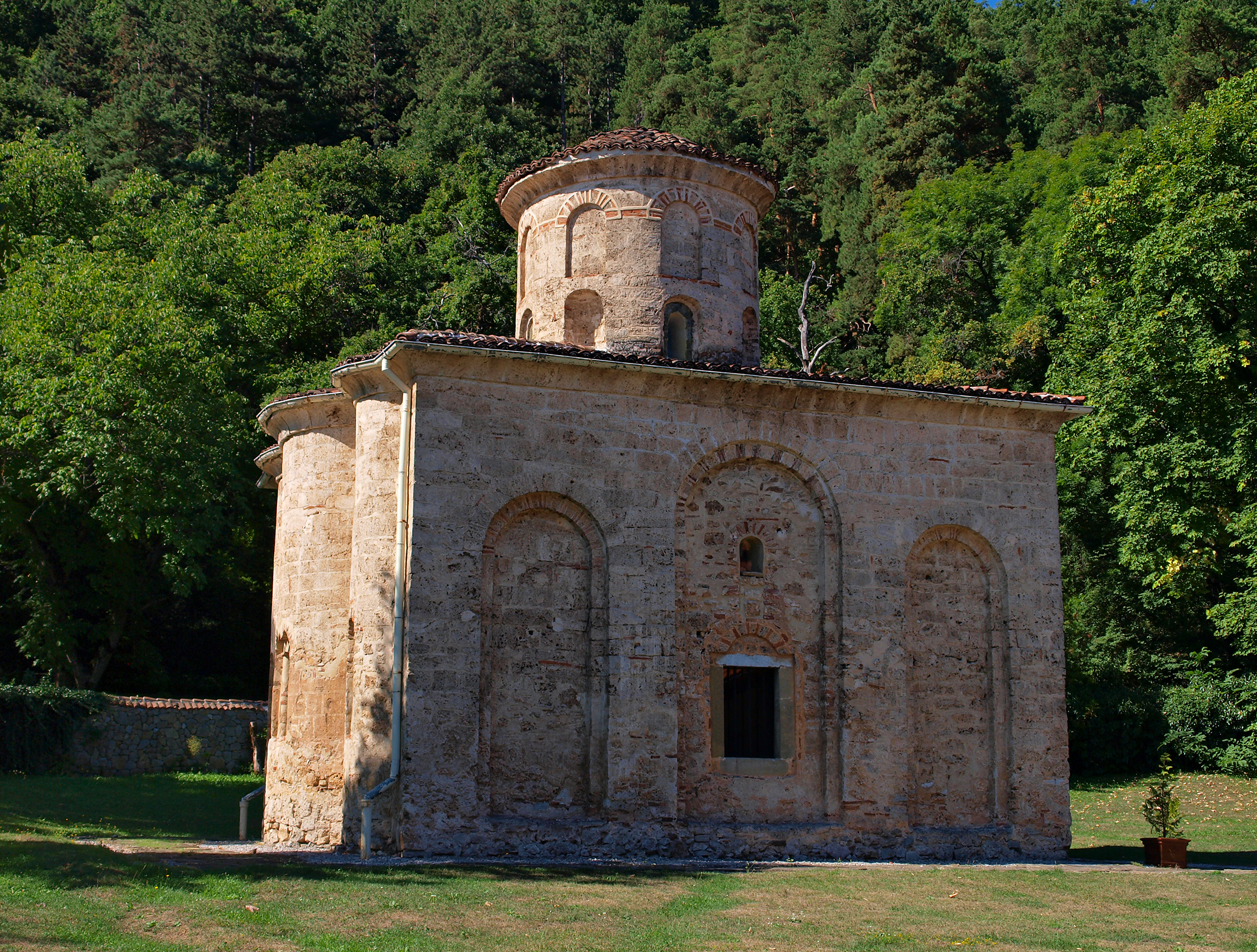
Церковь Ивана Богослова Земенского монастыря (XIV)
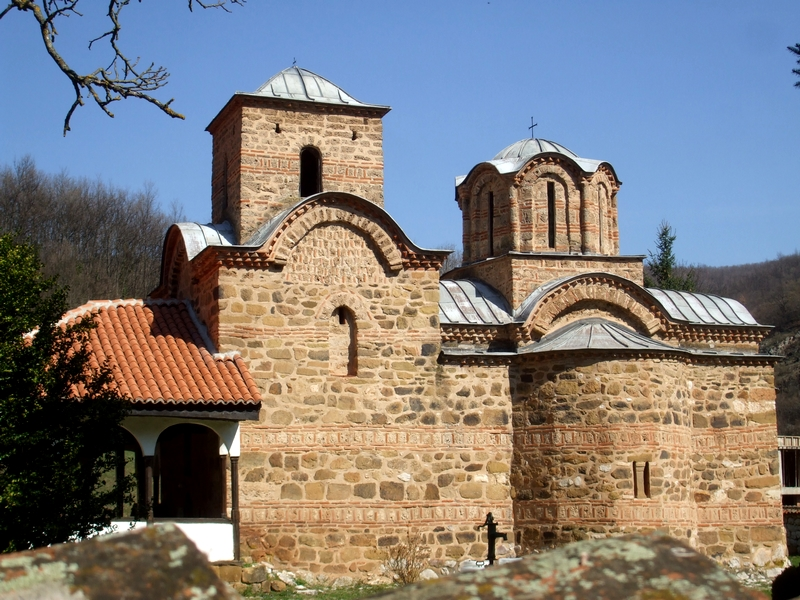
Церковь Ивана Богослова Погановского монастыря (XIII—XIV)
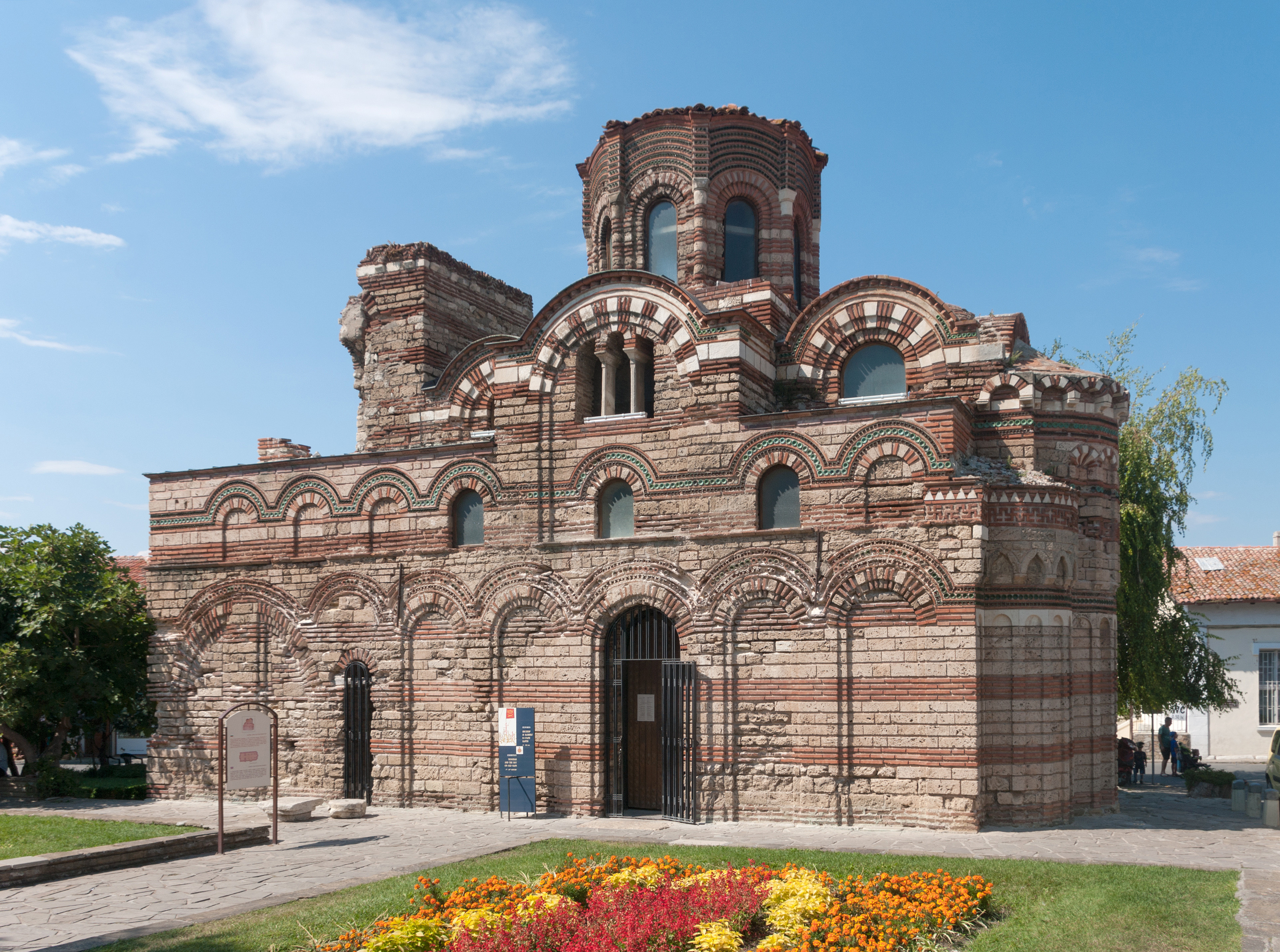
Церковь Пантократора в Несебре (XIII—XIV)
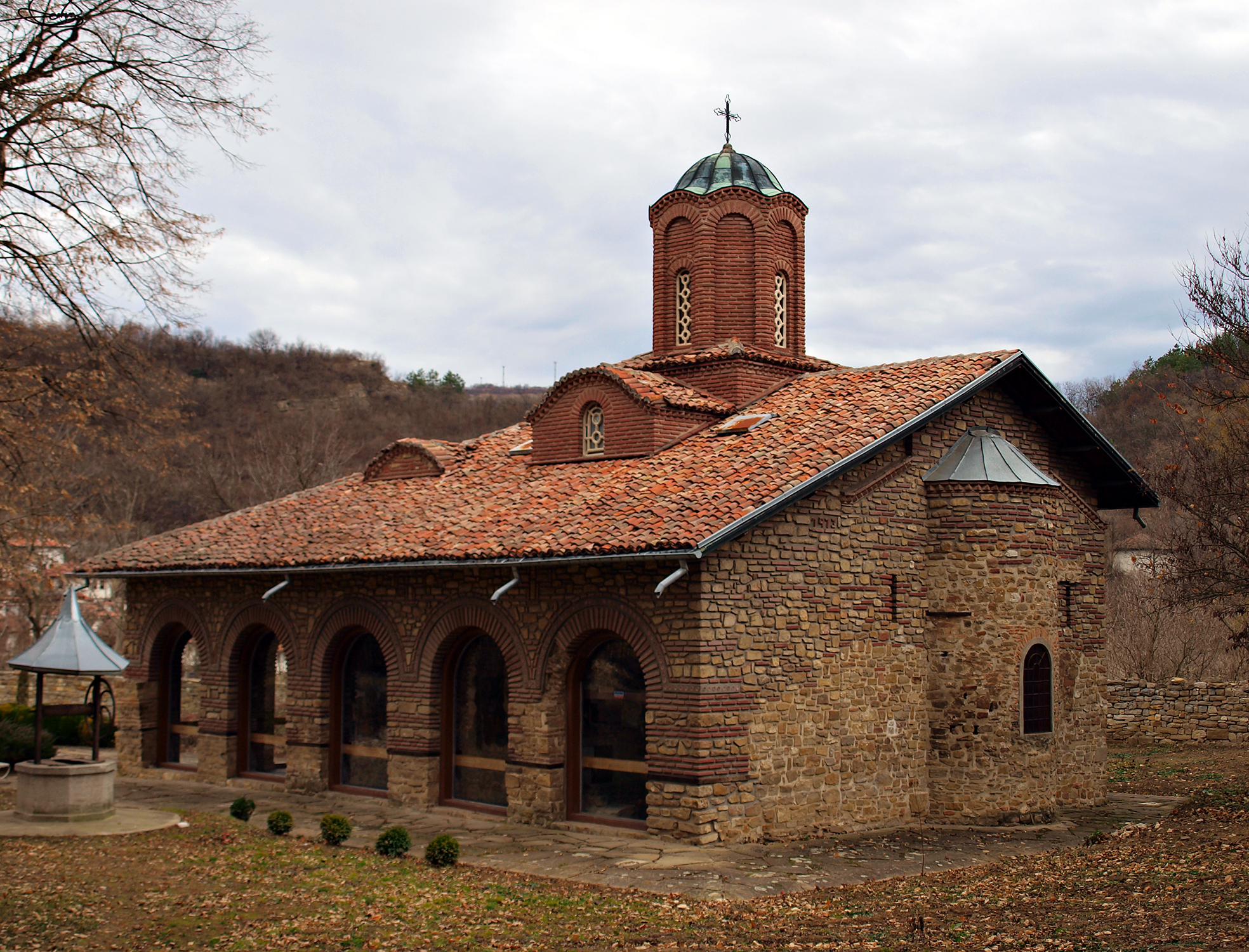
Церковь Петра и Павла в Велико-Тырнове (XIV)